# Waxy
Waxy sind eine US-amerikanische Stoner-Rock-Band aus Kalifornien.

## Geschichte
2004 gründeten Robert Owen (Gesang, Gitarre), Fred Kore (Schlagzeug) und Charles Pasarell (Bass) die Band Waxy. Das Trio wurde mit Brett Stadler, der für die Texte verantwortlich zeichnet, zum Quartett. Fred Kore wurde später durch Sean Landerra und Charles Pasarell durch Owen Street ersetzt. 2005 veröffentlichten sie ihr selbstbetiteltes Debütalbum. 2007 folgte der Nachfolger Chainsaw Holiday, an dem sich Alfredo Hernández, Jesse Hughes und John Garcia beteiligten. 2011 war Waxy Vorband von Kyuss Lives! auf deren Europatournee.

## Diskografie
- Waxy (2005)
- Chainsaw Holiday (2007)